# FileMaker
A FileMaker egy könnyen kezelhető, relációs adatbázis kezelő szoftver, amelyet a kaliforniai FileMaker Inc. fejleszt és forgalmaz.

## FileMaker Inc.
A kaliforniai székhelyű FileMaker Inc. az Apple Inc. 100%-os tulajdonú leányvállalata. Eredetileg Claris néven alapították, majd 1998-ban szinte mindegyik termékének fejlesztésével felhagyott és innentől kizárólag a FileMaker szoftverek fejlesztésére koncentrált. Ezzel egyidőben a szoftverház nevét is FileMaker Inc-re változtatták.
A vállalat alapításától fogva mindegyik üzleti negyedévét nyereségsen zárta. Jelenleg 250 főt foglalkoztat, a világ 8 pontján elhelyezkedő irodáiban.

## Külső hivatkozások
- a FileMaker Inc. és a FileMaker termékek honlapja
- FileMaker adatbázisok és pluginok fejlesztése Magyarországon
- Magyar FileMaker fejlesztők csoportja a Facebookon